# Henry Marsh
Henry Thomas Marsh (Oxford, 5 de març de 1950) és un neurocirurgià britànic. El 2014 va publicar la primera part de les seves memòries, titulada Abans de res, no facis mal, que va ser ben acollida per la crítica. La segona part, Confessions, va sortir a la llum el 2017.

## Biografia
És el petit dels quatre fills de Norman Stayner Marsh i Christiane Christinnecke, que es van mudar a Anglaterra des d'Alemanya el 1939, arran de la denúncia interposada davant la Gestapo contra la seva mare per fer comentaris antinazis. Es van casar a Londres l'estiu de 1939. Va començar a estudiar a l'University College de la Universitat d'Oxford, si bé va deixar la carrera per estudiar Medicina, de la qual finalment es va graduar.
Fins al 2015 va exercir de neurocirurgià al St George's Hospital del sud de Londres, que compta amb una de les unitats especialitzades més grans del país. Va treballar també a les antigues repúbliques soviètiques, especialment a Ucraïna. La seva feina allà des del 1992 amb el seu protegit, Igor Kurilets, es va portar a la pantalla a la pel·lícula documental The English Surgeon, estrenada el 2007.
El 2014 va publicar un llibre que va ser èxit de crítica i públic. I el 2017 en publicà la segona part. L'abril del 2021 es va anunciar que a Marsh li havien diagnosticat càncer de pròstata avançat.